# Cavigliano
Cavigliano foi uma comuna da Suíça, no Cantão Tessino, com cerca de 678 habitantes. Estendia-se por uma área de 5,46 km², de densidade populacional de 124 hab/km². Confinava com as seguintes comunas: Intragna, Isorno, Losone, Maggia, Verscio.
A língua oficial nesta comuna era o Italiano.

## História
Em 14 de abril de 2013, passou a formar parte da nova comuna de Terre di Pedemonte.